# 99 v.Chr.
Het jaar 99 v.Chr. is een jaartal volgens de christelijke jaartelling.

## Gebeurtenissen

### Italië
- In Rome worden Aulus Postumius Albinus en Marcus Antonius Orator, gekozen tot consul van het Imperium Romanum.
- De beide leiders van de volkspartij worden steeds radicaler. Als de tribuun Glaucia als kandidaat voor het consulaat zijn tegenstanders laat vermoorden, verklaart de senaat de staat in gevaar. Gaius Marius moet de orde herstellen. Hij doet dat op een kalme manier en

sluit Saturninus, Glaucia en hun voornaamste aanhangers op in een openbaar gebouw. Daar worden zij door op het dak geklommen aanhangers der senaatspartij
met leistenen doodgegooid. Dat incident kost Marius zijn reputatie bij het volk. Voortaan wordt hij door elke groepering in Rome gewantrouwd.
- Gaius Marius wordt door de Senaat verbannen, hij trekt zich verbitterd en zwaar aan de drank terug in Klein-Azië. De senaatspartij (optimates) heerst over het Romeinse volk en maakt misbruik van hun politieke macht. De Italiaanse bondgenoten zijn ontevreden over hun "tweederangs status" en weigeren langer mee te betalen aan de oorlogen van de Romeinse Republiek.
- Quintus Caecilius Metellus Numidicus keert na één jaar ballingschap terug in Rome, dit door steun van zijn zoon Quintus Caecilius Metellus. Hij trekt zich terug in een villa op de Palatijnheuvel en bemoeit zich niet meer met politiek.

## Geboren
- Titus Lucretius Carus (~99 v.Chr. - ~55 v.Chr.), Romeins dichter en filosoof